# Miran Mesarič
Miran Mesarič, slovenski hokejist na travi, * 25. julij 1955, Murska Sobota, † 2. februar 2007, Lipovci.
V letu 1998 je bil tudi selektor državne reprezentance. Je tudi oče dveh vrhunskih slovenskih igralcev hokeja na travi, Roberta Mesariča in Dominika Mesariča.

## Igralska kariera
V mladosti je najprej v Gančanih igral nogomet in nato relativno pozno, s trinajstimi leti, v domačem kraju Lipovcih, začel igrati tudi hokej na travi. Kmalu je pokazal, da je izreden talent in je s klubom osvojil tudi dva naslova mladinskih prvakov Jugoslavije. V sedemdesetih in osemdesetih letih dvajsetega stoletja, je poleg za matični klub HK Lipovci, na dvojno licenco igral, v jugoslovanski zvezni ligi, tudi za HK Pomurje. Leta 1979 je bil na širšem spisku članske reprezentance Jugoslavije za Sredozemske igre v Splitu. V končni izbor ni prišel, predvsem zaradi tega, ker se ni mogel redno udeleževati treningov v Zagrebu. Tako žal ni bil član ekipe, ki je z osvojitvijo zlate medalje na igrah, postavila največji uspeh jugoslovanskega hokeja na travi. 
Po osamosvojitvi Slovenije je leta 1992 v Bratoncih odigral svojo edino tekmo za državno reprezentanco Slovenije in bil na tej tekmi tudi kapetan. Do leta 1996 je igral za HK Lek Lipovci in z njimi osvojil štiri naslove državnega prvaka in en naslov pokalnih zmagovalcev. Za klub je zaigral tudi na evropskem klubskem prvenstvu skupine C leta 1997 v Stockholmu. Igralsko kariero je nato istega leta zaključil v drugi ekipi HK Lek Lipovci - Pinkavi.

## Trenerska kariera
Po končani karieri je leta 1998 postal selektor državne reprezentance Slovenije in jo istega leta vodil na Panonskem pokalu v Moravskih Toplicah. V sezoni 1998/1999 je prevzel tudi vodenje članske ekipe HK Lek Lipovci in z njo osvojil naslov državnega prvaka. Ekipo Lipovcev je leta 1999 na evropskem klubskem prvenstvu skupine C na Dunaju, popeljal tudi do prve zmage na evropskih prvenstvih, proti portugalskim prvakom Grupo Desportivo do Viso z 1:0. Po tej sezoni se je umaknil z mesta glavnega trenerja. Leta 2000 se je vrnil na reprezentančno klop in sicer v vlogi pomočnika selektorja Jožeta Časarja.